# 小森一孝
小森一孝（1943年5月25日—1971年11月），日本學生運動家及政治人物，恐怖分子。反共主義日本右翼团体成员。涉嫌殺害中央公論社社長嶋中鵬二的妻子嶋中雅子及傭人丸山氏的嶋中事件犯人。
1960年9月自長崎縣立長崎東高等學校退學，移居東京並加入大日本愛国黨。同年11月中央公論社的社長嶋中鵬二於《中央公論》雜誌刊載了作家深澤七郎的諷刺小說「風流夢譚」，在該篇小說中有日本皇太子與皇太子妃被民眾斬首的情節。此事引起了日本右翼團體的不滿。身為大日本愛國黨的成員小森一孝於1961年2月1日潛入位於東京都新宿區市的嶋中鵬二的私宅將妻子嶋中雅子殺傷並殺死傭人丸山氏。2月2日，日本警察發布通緝，同日上午7時15分、小森一孝於浅草署山谷警察署自首。
1962年，東京地院將小森一孝認定為成年人，判處15年有期徒刑 ，1964年，東京高院駁回上訴判刑確定。1971年11月，根據日本媒體報導發監後的小森一孝精神狀態顯得相當不穩定，爾後轉至八王子醫療刑務所療養。小森於1971年在監獄中逝世，年僅28歲。

## 外部連結
- 主張412 : 早稲田大学新聞会 （日語）